# کن ریچاردسن (راننده مسابقه)
ویلیام کنِث «کِن» ریچاردسن (انگلیسی: William Kenneth "Ken" Richardson؛ زادهٔ ۲۱ اوت ۱۹۱۱ در بورن، لینکلن‌شر، درگذشتهٔ ۲۷ ژوئن ۱۹۹۷ در بورن، لینکلن‌شر) رانندهٔ مسابقات اتومبیل‌رانی اهل بریتانیا بود که در فصل ۱۹۵۱ در مجموع در یک گراند پری از مسابقات جهانی فرمول یک شرکت کرد، اما موفق به کسب هیچ امتیازی نشد.
ریچاردسن در ۲۷ ژوئن ۱۹۹۷ در بورن، لینکلن‌شر درگذشت.